# Giovanna d'Arco (ópera)
Giovanna d'Arco (Joana d'Arc) é uma ópera, drama lírico com um prólogo e três actos de Giuseppe Verdi com libreto italiano por Temistocle Solera. 
A ópera em parte reflete a história de Joana d'Arc e parece ser baseada na Die Jungfrau von Orleans de Friedrich von Schiller, Solera negou esta afirmação em cartas enviadas ao editor de Verdi, e alegou que o trabalho foi "uma ficção totalmente original". 
A ópera teve a sua estreia no Teatro alla Scala, Milão, em 15 de fevereiro de 1845.
| Papel                                                                                | Voz      | Estreia, 3 de novembro 1844 (Maestro: - ) |
| ------------------------------------------------------------------------------------ | -------- | ----------------------------------------- |
| Giovanna                                                                             | soprano  | Erminia Frezzolini                        |
| Carlo VII, Rei de França                                                             | tenor    | Antonio Poggi                             |
| Giacomo, pastor e pai de Giovanna                                                    | barítono | Filippo Colini                            |
| Talbot, Comandante Inglês                                                            | baixo    | Francesco Lodetti                         |
| Delil, oficial francês                                                               | tenor    | Napoleone Marconi                         |
| soldados franceses e Ingleses, cortesãos, camponeses, nobres, anjos, demônios - Coro |          |                                           |

## Gravações Selecionadas
| Ano  | Cast (Giovanna, Carlo VII, Giacomo)                   | Maestro, Sala de Ópera e Orquestra                                                  |                                       |
| ---- | ----------------------------------------------------- | ----------------------------------------------------------------------------------- | ------------------------------------- |
| 1972 | Montserrat Caballe, Placido Domingo, Sherrill Milnes, | James Levine, London Symphony Orchestra, Ambrosian Opera Chorus                     | Audio CD: EMI Classics Cat: 7-63226-2 |
| 1990 | Susan Dunn, Vincenzo La Scola, Renato Bruson          | Riccardo Chailly, Teatro Comunale di Bologna Orchestra and Chorus                   | DVD: Kultur Cat: D4043                |
| 2016 | Jessica Pratt, Jean-François Borras, Julian Kim       | Riccardo Frizza Orchestra Internazionale d'Italia Chorus Teatro Petruzzelli di Bari | DVD e CD Dynamic                      |